# Meurtre de Meredith Kercher

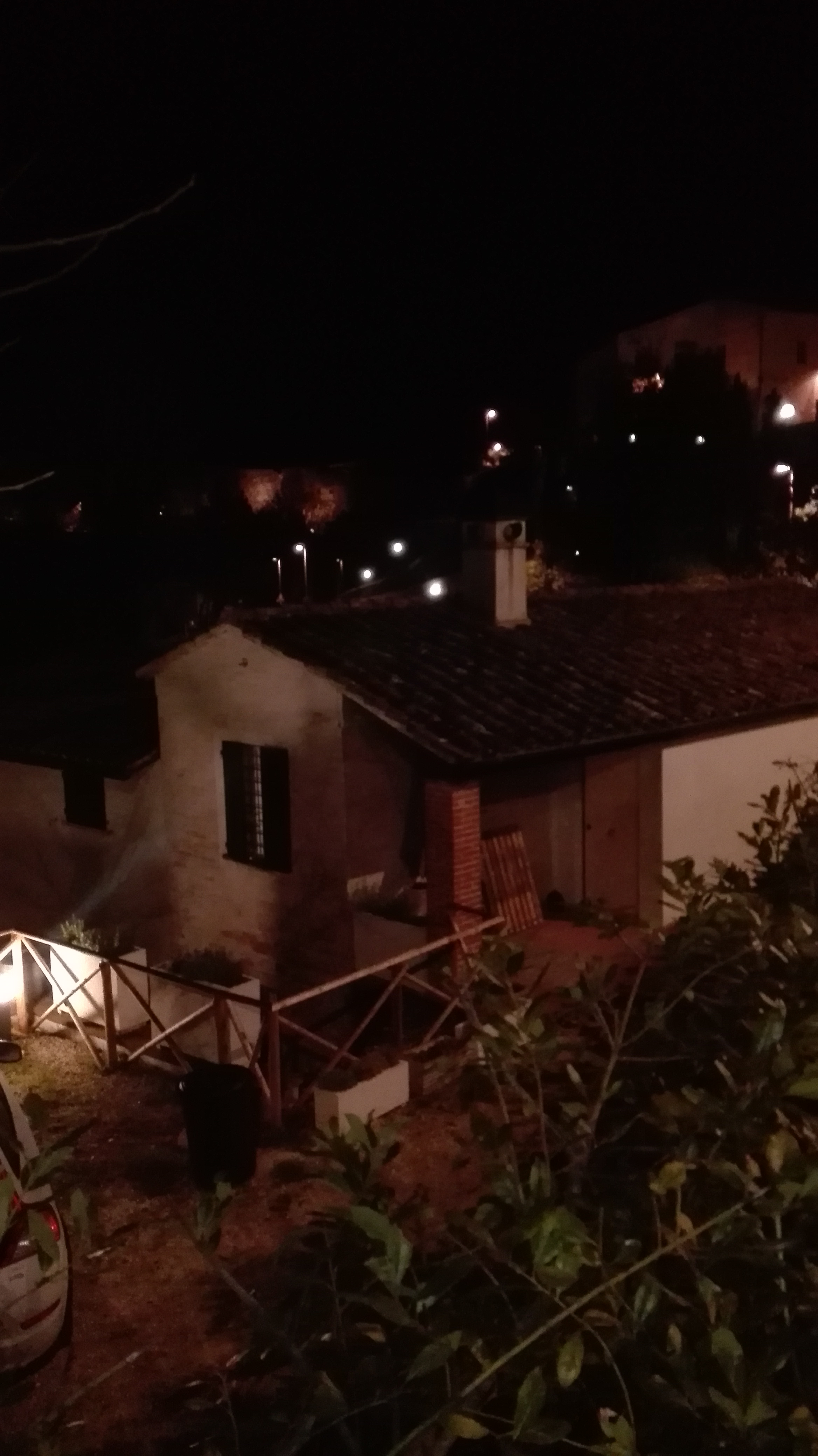
Lieu du crime

Le meurtre de Meredith Kercher est une affaire criminelle qui s'est déroulée à Pérouse en Italie le 1er novembre 2007.

## Contexte
Meredith Susanna Cara Kercher (souvent surnommée « Mez ») est une Londonienne, née le 28 décembre 1985 dans le quartier de Southwark. Elle passe son enfance à Coulsdon. Elle étudie à l'Old Palace School (en) de Croydon et s'intéresse à la culture et à la langue italiennes. Elle a deux frères et une sœur. Son père est journaliste indépendant, et sa mère, d'origine indienne, est femme au foyer. À quinze ans, elle passe des vacances en famille à Sessa Aurunca. 

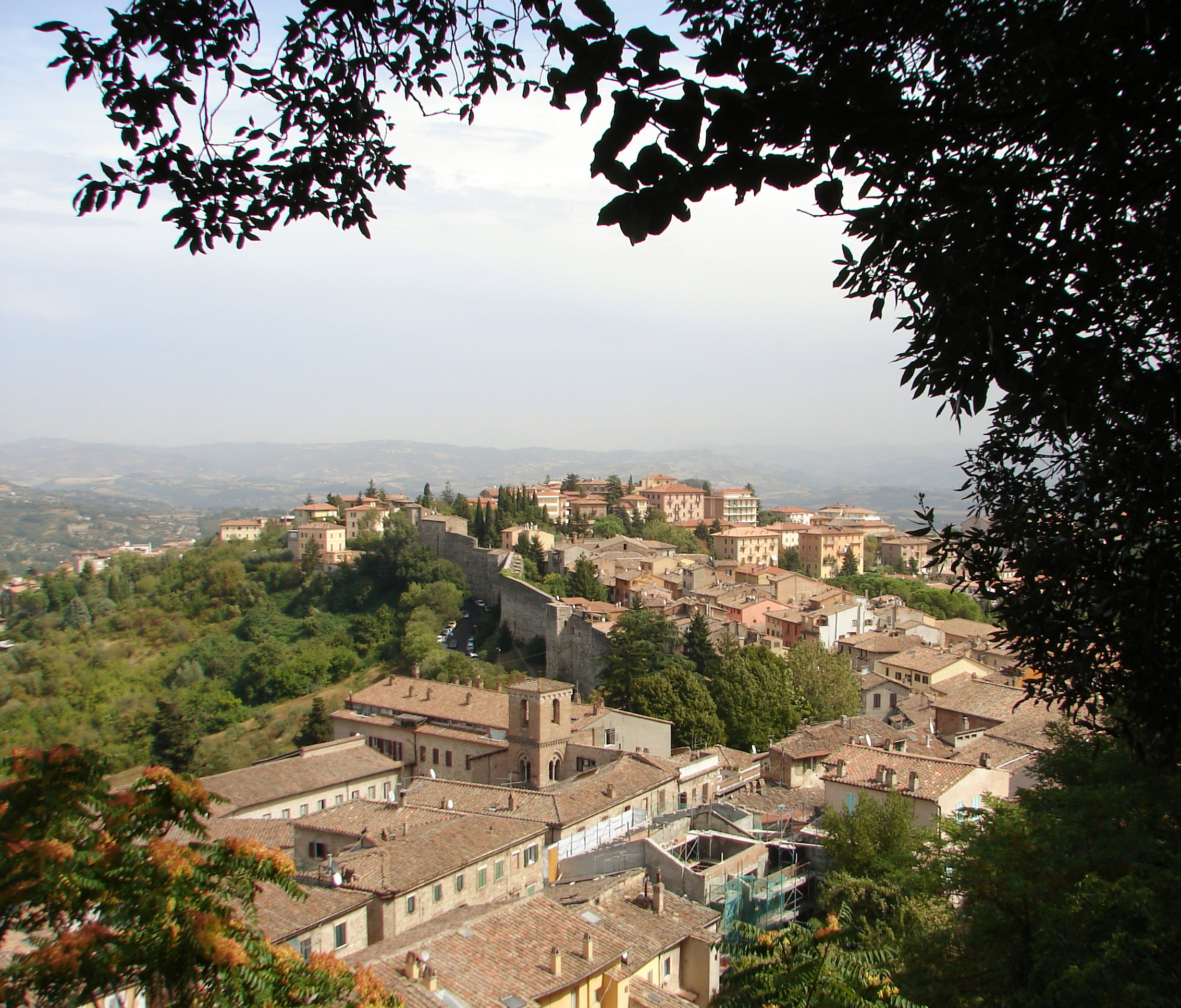
Pérouse.

Adulte, elle étudie la politique européenne et l'italien à l'université de Leeds. Elle travaille comme barmaid et effectue des visites guidées. Elle apparaît également dans le clip de la chanson Some Say de Kristian Leontiou (en) en 2004,. Elle souhaite devenir journaliste ou travailler pour les institutions de l'Union européenne. En octobre 2007, elle intègre l'université de Pérouse dans le cadre d'un échange Erasmus et y étudie l'histoire moderne, la théorie politique et l'histoire du cinéma. Ses camarades de promotion la décrivent comme gentille, intelligente, drôle et populaire.
Plus d'un quart de la population de Pérouse est étudiante. Kercher partage un appartement à quatre chambres dans une maison située au 7 Via della Pergola. Ses colocataires sont deux femmes italiennes en fin de vingtaine, Filomena Romanelli et Laura Mezzetti, et l'étudiante américaine de 20 ans Amanda Knox, en échange depuis l'université de Washington à l'université pour étrangers de Pérouse pour un an. Kercher et Knox emménagent respectivement le 10 et le 20 septembre 2007 et ne se sont jamais rencontrées auparavant. Kercher appelle sa mère chaque jour depuis son téléphone portable et utilise régulièrement un téléphone acheté par sa colocataire, Romanelli.
Le rez-de-chaussée est occupée par une colocation de jeunes hommes qui s'entendent bien avec Kercher et Knox. Après une soirée mi-octobre, les deux jeunes femmes rencontrent Rudy Guede à deux heures du matin. Il est invité en soirée par les locataires italiens dont il est proche. À 4 h 30 du matin, les deux femmes quittent la soirée,. À la même période, elles se rendent au festival Eurochocolate. Le 25 octobre 2007, elles vont à un concert de musique classique où Knox rencontre Raffaelle Sollecito, un étudiant en informatique de 23 ans,.

## Meurtre

### Dernière soirée
La Toussaint (Ognissanti, le 1er novembre) est un jour férié en Italie. Les colocataires italiennes de Kercher, ainsi que les voisins de l'appartement du dessous, sont tous partis voir leur famille. Ce soir-là, Kercher dîne avec trois femmes anglaises chez l'une d'entre elles. Elle se sépare d'une de ses amies vers 20 h 45, à environ 460 mètres du 7 Via della Pergola.
Knox affirme avoir passé la nuit chez Sollecito et être arrivée à l’appartement le matin du 2 novembre, trouvant la porte ouverte et des traces de sang dans la salle de bains qu'elle partage avec Kercher. La porte de Kercher étant fermée à clé, elle suppose que cette dernière dort encore. Après avoir pris une douche, Knox trouve des excréments dans les toilettes partagées par Romanelli et Mezzetti. Knox retourne chez Sollecito, puis revient avec lui à l'appartement. Lorsqu'ils remarquent qu'une fenêtre de la chambre de Romanelli est brisée, et s'inquiètent de voir que Kercher ne répond toujours pas, Sollecito tente de forcer la porte de la chambre de Kercher, sans succès. Sollecito appelle sa sœur, lieutenant des Carabiniers, qui lui conseille d'appeler le numéro d'urgence 112.

### Découverte du corps
Amanda Knox appelle Filomena Romanelli pour la prévenir de l'effraction. Cette dernière arrive rapidement à l'appartement et le fouille pour vérifier que rien n'a été volé, détruisant ainsi certaines preuves. Ils appellent la police, qui se rend sur les lieux. Ils trouvent alors le corps de Kercher allongé par terre et caché sous une couverture.

## Enquête

### Autopsie
Luca Lalli, de l'institut médico-légal de Pérouse, pratique l'autopsie du corps de Kercher. Son corps présente seize hématomes et sept coupures, dont un certain nombre sur la paume de sa main. Des hématomes sur son visage et sous sa mâchoire suggèrent que quelqu'un l'a bâillonnée de la main, et l'on trouve d'autres blessures au niveau des parties génitales. Le rapport d'autopsie de Lalli est corroboré par trois pathologistes de l'institut qui concluent que Meredith Kercher a subi une tentative d'immobilisation pendant qu'on lui infligeait des violences sexuelles.

### Premières suspicions contre Amanda Knox
Quelques heures après la découverte du corps, la détective Monica Napoleoni affirme que le meurtrier n'est pas un cambrioleur et que la vitre a été brisée pour brouiller les pistes,,,. Knox est la seule occupante de l'appartement présente en ville le soir du meurtre,,,, et elle affirme avoir passé la nuit chez Sollecito. Elle est arrêtée et, pendant quatre jours, les policiers lui posent des questions régulièrement sans lui donner l'occasion d'appeler un avocat. Elle affirme ensuite avoir été soumise à des tactiques de manipulation et frappée par la police qui veut obtenir des aveux. Le 6 novembre 2007, elle est accusée de meurtre.
Napoleoni demande l'arrestation immédiate de Knox, Sollecito, et Patrick Lumumba, un homme dont Knox dit qu'il a participé au meurtre. Le supérieur immédiat de Napoleoni, Marco Chiacchiera, estime que les arrestations sont prématurées et demande à plutôt mettre les suspects sous surveillance. Le 8 novembre 2007, Knox, Sollecito et Lumumba sont présentés à la juge Claudia Matteini, et Knox rencontre ses avocats pour la première fois. Matteini ordonne que les trois suspects soient détenus pendant un an. Le 19 novembre 2007, la police scientifique de Rome trouve les empreintes digitales de Rudy Guede dans la chambre de Kercher. Le lendemain, elle arrête Guede et relâche Lumumba.

### Suspicions contre Rudy Guede
Rudy Hermann Guede, né le 26 décembre 1986 à Abidjan, a 20 ans au moment du meurtre. Il vit à Pérouse depuis l'âge de cinq ans. Son père retourne en Côte d'Ivoire en 2004, et Guede est adopté par une famille aisée de Pérouse en attendant sa majorité,. Il joue dans l'équipe de basket-ball de Pérouse pendant la saison 2004-2005. Guede affirme avoir rencontré les habitants du 7 Via della Pergola en jouant au basket-ball sur la Piazza Grimana. Mi-2007, il est renvoyé de sa famille d'accueil,.
Les habitants de la maison ne se souviennent pas de la façon dont ils ont rencontré Guede, mais se souviennent qu'à sa première visite chez eux, ils l'ont retrouvé endormi dans la salle de bains, avec des excréments dans les toilettes dont il n'a pas tiré la chasse d'eau. Guede est connu pour avoir fait plusieurs entrées par effractions, dont une fois chez un avocat par la fenêtre du deuxième étage et un cambriolage pendant lequel il a sorti un canif quand l'habitant lui a fait face. Le 27 octobre 2007, quelques jours avant le meurtre de Kercher, Guede est arrêté à Milan après être entré dans une garderie. La police le trouve avec un couteau de 30 centimètres qu'il a pris dans la cuisine de l'établissement.
Guede sort chez un ami vers 23 h 30 le 1er novembre 2007. Ensuite, il sort en discothèque jusqu'à 4 h 30 du matin. Le lendemain soir, Guede retourne à la même discothèque avec trois étudiantes américaines qu'il a rencontrées dans un bar. Il quitte ensuite l'Italie et se rend en Allemagne. Lorsque ses empreintes digitales sont trouvées sur la scène du crime, Guede est arrêté en Allemagne, et extradé vers l'Italie. Sur Internet, il affirme avoir su qu'il était suspect et voulu fuir le temps de prouver son innocence,. Il dit s'être rendu à l'appartement pour sortir avec Kercher, après l'avoir vue la veille. Deux voisines de Guede qui étaient avec lui dans la discothèque ce soir-là disent à la police qu'elles ne l'ont vu qu'avec une femme aux longs cheveux blonds, donc pas Kercher,. Guede affirme être entré chez Kercher vers 21 h.
Guede affirme que Kercher et lui ont fait des préliminaires, mais n'ont pas eu de rapport sexuel parce qu'ils n'avaient pas de préservatifs. Il dit avoir ensuite eu mal au ventre et être allé dans la salle de bains, celle des colocataires italiennes. Il dit avoir entendu Kercher crier quand il était aux toilettes et qu'en en sortant, il a vu un homme au visage dissimulé tenant un couteau et debout devant elle, alors qu'elle était en sang et allongée au sol. Guede affirme que l'homme a fui en disant, dans un italien parfait : Trovato negro, trovato colpevole; andiamo (« Trouvé le nègre, trouvé le coupable, allons-nous en »),,,.
Le témoignage de Guede ne correspond pas aux preuves trouvées, et il ne peut pas expliquer pourquoi une de ses empreintes, couverte du sang de Kercher, a été trouvée sur l'oreiller du lit et sous le corps dénudé,. Il dit qu'en partant, il aurait laissé Kercher habillée, alors qu'elle a été retrouvée nue.

### Suite de l'enquête
Guede affirme d'abord que Knox n'est pas sur la scène du crime. Plus tard, il change son témoignage, disant qu'elle était bien là et qu'il l'a entendue se disputer avec Kercher,,.

## Procès

### Procès de Rudy Guede
Guede opte pour un procès rapide à huis clos, sans journalistes. Les avocats de Sollecito affirment que Guede est entré par effraction chez les jeunes femmes, comme le prouverait une empreinte de chaussure à côté d'un fragment de la fenêtre brisée,.
En octobre 2008, il est condamné à 30 ans de prison pour meurtre et viol, et acquitté pour vol.
Trois semaines avant la condamnation de Knox et Sollecito, Guede voit sa peine réduite à 24 ans au lieu de 30. En parallèle, la procédure de procès rapide qu'il a choisie lui permet de réduire sa peine d'un tiers, soit un total de 16 ans d'emprisonnement. L'avocat des Kercher s'oppose à cette réduction drastique de la condamnation. En juin 2016, après neuf ans de prison, Guede est autorisé à sortir de prison pendant 36 heures. En 2020, sa peine est commuée en travaux d'intérêt général.

### Couverture médiatique avant le procès
Knox attire très rapidement l'attention de la presse. Peu avant son procès, elle attaque en justice Fiorenza Sarzanini, une autrice qui a publié sur l'affaire un livre à scandale qui inclut des suppositions de Sarzanini, des extraits du journal intime de Knox et des transcriptions de témoignages qui n'ont pas été rendus publics,,.
Kendal Coffey affirme que ce genre de couverture médiatique ne permet pas d'avoir un procès juste. Aux États-Unis, une campagne pour protéger Knox et critiquer les policiers italiens se met en place, à l'initiative de la famille d'Amanda Knox. Elle est critiquée par l'avocat d'Amanda, qui trouve la démarche contre-productive,,.

### Premier jugement de Knox et Sollecito (2009)
Le jugement de Knox et Sollecito commence le 16 janvier 2009 devant la cour d'assises de Pérouse. Knox et Sollecito plaident non coupables pour le meurtre de Meredith Kercher.
La thèse de la partie civile est que Knox aurait attaqué Kercher dans sa chambre, frappant sa tête contre le mur et tentant de l'étrangler. Knox aurait reproché à Kercher d'être "trop prude" et l'aurait condamnée à être violée. Guede, Knox et Sollecito auraient alors déshabillé Kercher, la plaquant sur le sol, pendant que Guede l'aurait agressée sexuellement. Knox aurait ensuite coupé Kercher avec un couteau avant de lui infliger un coup de couteau mortel, puis aurait volé son argent et ses téléphones portables pour faire croire à un cambriolage. Le 5 décembre 2009, Knox et Sollecito sont condamnés à 26 et 25 ans de prison pour meurtre,,.

### Procédure en appel
L'appel de cette condamnation commence en novembre 2010 sous la direction des juges Claudio Pratillo Hellmann et Massimo Zanetti. Des experts affirment que les preuves ADN n'ont pas été récupérées correctement, et qu'on n'a pas retrouvé l'ADN de Kercher sur la prétendue arme du meurtre,. Si l'ADN de Sollecito a bien été retrouvé sur le soutien-gorge de Kercher, un expert affirme qu'il s'agit probablement seulement de contamination accidentelle,,,.
Le 3 octobre 2011, la cour décide d'acquitter Knox et Sollecito pour manque de preuves. Knox reste accusée de diffamation par Patrick Lumumba, et sa peine d'un an pour diffamation est augmentée à trois ans et onze jours,,.
Dans le jugement, la cour affirme que le verdict de culpabilité du procès n'a été soutenu par aucune preuve objective. Les juges critiquent la longueur excessive des interrogations de Knox, et estiment que ses aveux et son accusation contre Lumumba ne sont qu'une preuve de sa confusion sous la pression psychologique subie. Les juges notent par ailleurs que le témoin SDF qui a affirmé avoir vu Sollecito et Knox sur la Piazza Grimana le soir du meurtre était accro à l'héroïne, que le juge du procès de 2009 a utilisé le mot « probablement » 39 fois dans son rapport, et qu'il n'existe aucune preuve d'appels ou de SMS entre Knox ou Sollecito et Guede,,.

### Deuxième jugement (2014)
La Cour d'appel de Florence ouvre à nouveau le dossier le 26 mars 2013 à la demande de la partie civile,.
Lors de son procès, Amanda Knox reste aux États-Unis et ne se présente pas au tribunal, refusant de se mettre « entre les mains de ceux qui veulent absolument m'envoyer en prison pour quelque chose que je n'ai pas fait. »
La seule nouvelle preuve vient de l'analyse d'un couteau de cuisine trouvé dans l'appartement de Sollecito, qui pourrait être l'arme du crime,. Aucune trace d'ADN de Kercher n'y est trouvée. Malgré l'absence de preuves, la cour juge Knox et Sollecito coupables et ils font appel,.

### Troisième jugement (2015)
Le 27 mars 2015, Amanda Knox et Raffaele Sollecito sont définitivement acquittés par la Cour de cassation italienne,,,,. La Cour innocente complètement les deux suspects du meurtre, mais conserve la condamnation de Knox pour diffamation,.
À l'annonce du verdict, Knox, qui est aux États-Unis depuis 2011, affirme se savoir innocente,.
En septembre 2015, le juge suprême Gennaro Marasca explique les raisons de l'absolution. Aucune preuve n'indique que Knox ou Sollecito étaient présents sur la scène du crime. Ils ne peuvent de plus pas avoir participé au meurtre, car il n'y a aucune trace de leur présence dans la chambre de Kercher ou sur son corps, alors que tous deux sont contaminés par de nombreuses traces du passage de Guede.

### Autres pistes
En 2013, Luciano Aviello, un mafieux emprisonné en Italie, qui fut membre de la Camorra, la mafia napolitaine, affirme que son frère Antonio a tué Meredith Kercher. Aviello écrit à trois reprises à la Cour durant le procès, prétendant que son frère lui a avoué le crime,.
Le procureur a aussi proposé qu'il ait pu s'agir d'un « sacrifice religieux ».

## Libération de Rudy Guede
Rudy Guede, la seule personne condamnée en appel à 16 ans de prison pour le meurtre de Meredith Kercher, est remis en liberté en décembre 2020 pour des travaux d’intérêt général et libéré définitivement le 23 novembre 2021 après avoir purgé 13 ans de peine sur les 16 requis.
À sa libération, Rudy Guede laisse entendre qu'Amanda Knox est impliquée dans le meurtre, en déclarant à propos d'Amanda : « comme je vous le disais, [les preuves] confirment bien que d'autres personnes étaient présentes et que je n'ai pas infligé les blessures mortelles. Je sais la vérité et elle sait la vérité » (en anglais : As I told you, they say others were there and that I did not inflict the stab wounds. I know the truth and she knows the truth.).

## Postérité

### Enterrement de Meredith Kercher
Le 14 décembre 2007, Meredith Kercher est enterrée au cimetière de Croydon, en petit comité, après une veillée de plus de 300 personnes à l'église de Croydon. L'université de Leeds lui accorde à titre posthume son diplôme, pour lequel elle devait encore suivre deux ans de cours.

### Œuvres caritatives
Cinq ans après le meurtre, la ville de Pérouse s'associe avec l'ambassade italienne de Londres et l'université pour étrangers de Pérouse, pour fournir un fonds d'aide financière aux étudiants en mémoire de Meredith Kercher,.
John Kercher affirme que tous les bénéfices de la vente de son livre, Meredith, iront à une fondation caritative au nom de Meredith Kercher.

## Filmographie
- 2011 : Les Deux Visages d'Amanda (Amanda Knox: Murder on Trial in Italy) de Robert Dornhelm
- 2014 : L'Affaire Jessica Fuller (The Face of an Angel) de Michael Winterbottom
- 2016 : Ballad in Blood de Ruggero Deodato

### Documentaires télévisés
- « Amanda Knox: Murder on Trial in Italy » (2011), titré en France « Les deux visages d'Amanda ».
- « Petits meurtres entre amis, L´affaire Amanda Knox » le 10 octobre 2011 dans Enquêtes criminelles : le magazine des faits divers sur W9.
- « Amanda, le diable au visage d'ange ? » (premier reportage) le 23 octobre 2013 dans Devoir d'enquête sur la Une (RTBF).
- « Amanda Knox : criminelle déterminée » (deuxième reportage) le 18 octobre 2014 dans Chroniques criminelles sur NT1.
- L'affaire a donné lieu à un documentaire en présence de la plupart des protagonistes diffusé sur Netflix en octobre 2016.
- « Amanda Knox : ange ou démon » le 9 avril 2017 dans Faites entrer l'accusé sur France 2.

## Émission radiophonique
- « L'affaire Amanda Knox » le 31 janvier 2014 dans L'Heure du crime de Jacques Pradel sur RTL.
- « L'affaire Amanda Knox » le 9 décembre 2019 dans Affaires sensibles de Fabrice Drouelle sur France Inter.

## Rapports judiciaires
- Corte di Assise di Appello Perugia: On the acquittal of Amanda Knox and Raffaele Sollecito.. Claudio Pratillo Hellmann and Massimo Zanetti, (Court of Appeals) Perugia 2011
- La Sapienza to the Corte di Assise di Appello, regarding DNA evidence in the case against Amanda Knox and Raffaele Sollecito. Stefano Conti and Carlo Vecchiotti Court of Appeals Perugia 2011